# Amphicyon palaeindicus
Az Amphicyon palaeindicus az emlősök (Mammalia) osztályának ragadozók (Carnivora) rendjébe, ezen belül a fosszilis medvekutyafélék (Amphicyonidae) családjába és az Amphicyoninae alcsaládjába tartozó faj.

## Tudnivalók
Az Amphicyon palaeindicus előfordulási területe Ázsia volt. Maradványait a pakisztáni Bugti Hills-lelőhelyen találták meg. Azonban ennek a lelőhelynek a pontos időbeli meghatározása nem ismert; emiatt becslések szerint a késő oligocén és a késő miocén korszakok közé helyezik. De mivel a medvekutyák a középső miocénben jelentek meg, valószínűbb, hogy ez a faj is a miocén kori állatvilág része volt. Az Amphicyon palaeindicus-t 1876-ban, Richard Lydekker angol zoológus, geológus és természetíró írta le, illetve nevezte meg. Azonban az újabb elképzelések szerint meglehet, hogy ez nem is egy faj, hiszen minden eme térségbeli medvekutya-kövületet neki tulajdonítottak.

## Fordítás
- Ez a szócikk részben vagy egészben  az   Amphicyon#Species című angol Wikipédia-szócikk ezen változatának fordításán alapul.  Az eredeti cikk szerkesztőit annak laptörténete sorolja fel. Ez a jelzés csupán a megfogalmazás eredetét és a szerzői jogokat jelzi, nem szolgál a cikkben szereplő információk forrásmegjelöléseként.